# Застава М87
Застава М87 је производ базиран на совјетском НСВ-у, најбољем тешком митраљезу икада направљен. Функционише на принципу позајмице барутних гасова, са попречно клинастим затварачем као системом брављења. Конструкција митраљеза обезбјеђује поуздано функционисање у свим климатским и теренским условима.

## Карактеристике
Цијев је израђена методом хладног ковања, а унутрашњост цијеви је хромирана што обезбеђује дуготрајност са непромјењеним балистичким карактеристикама. Цијев се такође може лако демонтирати са митраљеза. Пуњење се врши из реденика, смјештеног у муницијску кутију, капацитета 100—250 метака. Чахура се послије испаљења избацује напријед. Што омогућава безбедност стријелца и људи у његовом окружењу. Положај оружја се маскира тако што се скривач пламена распршује на устима цијеви, и тако смањује бљесак пламена.
Током 80.-их година прошлог вијека у Застава оружју по совјетској лиценци освојена и производња тешког митраљеза 12,7×107 мм М87. Пјешадијска верзија је имала трипод-троножно постоље са сједиштем за стријелца, колијевком са механизмима, контролама и нишаном. У комплету се налазио и телескопски нишан за гађање мјеста на земљи из лежећег става. Верзија за уградњу на борбена возила била је смјештена на ротирајућем постољу и имала је примарну улогу да пружи противавионску заштиту али и да прецизно дјелује на великим даљинама и циљевима по земљи, површини воде или са пловила по циљевима на обали. Ротирајуће постоље имало је могућност дјеловања по висини. Митраљез је посједовао и полуге за фиксирање у жељеном положају; у том случају, у комплету се налазио и рефлексни противавионски нишан. Оружје се могло поставити и на бродско постоље, које се састојало од „звона” са сједиштем за стријелца и уграђеним тенковским постољем. Маса оружја без БК и постоља износила је 25 кг; маса тенковског постоља је 37, пјешадијског 63 а бродског 93 кг. Сва три постоља су се могла опремити механичком нишанском справом ПАНС 127 М93 а пјешадијско постоље нишаном за мете на земљи ЗНС 127 М93. Каденца је износила око 700 мет/мин, брзина гађања 80 до 100 мет/мин а почетна брзина зрна 820 до 860 м/с (845 м/с). Током 2005. М87 је представљао један од приоритетних развојних програма Застава оружја. Радило се на развоју и дизајнирању олакшаног пјешадијског митраљеза.